# Noez
Noez település Spanyolországban, Toledo tartományban. Noez Pulgar, Totanés, Polán, Casasbuenas és Mazarambroz községekkel határos. Lakosainak száma 990 fő (2024).

## Népesség
A település népessége az utóbbi években az alábbiak szerint változott:
| Lakosok száma | 823  | 800  | 831  | 928  | 980  | 949  | 881  | 878  | 942  | 990  |
|               | 2001 | 2004 | 2007 | 2009 | 2012 | 2014 | 2017 | 2019 | 2022 | 2024 |